# 926 TCN
926 TCN là một năm trong lịch La Mã.